# Joanna Bruzdowicz

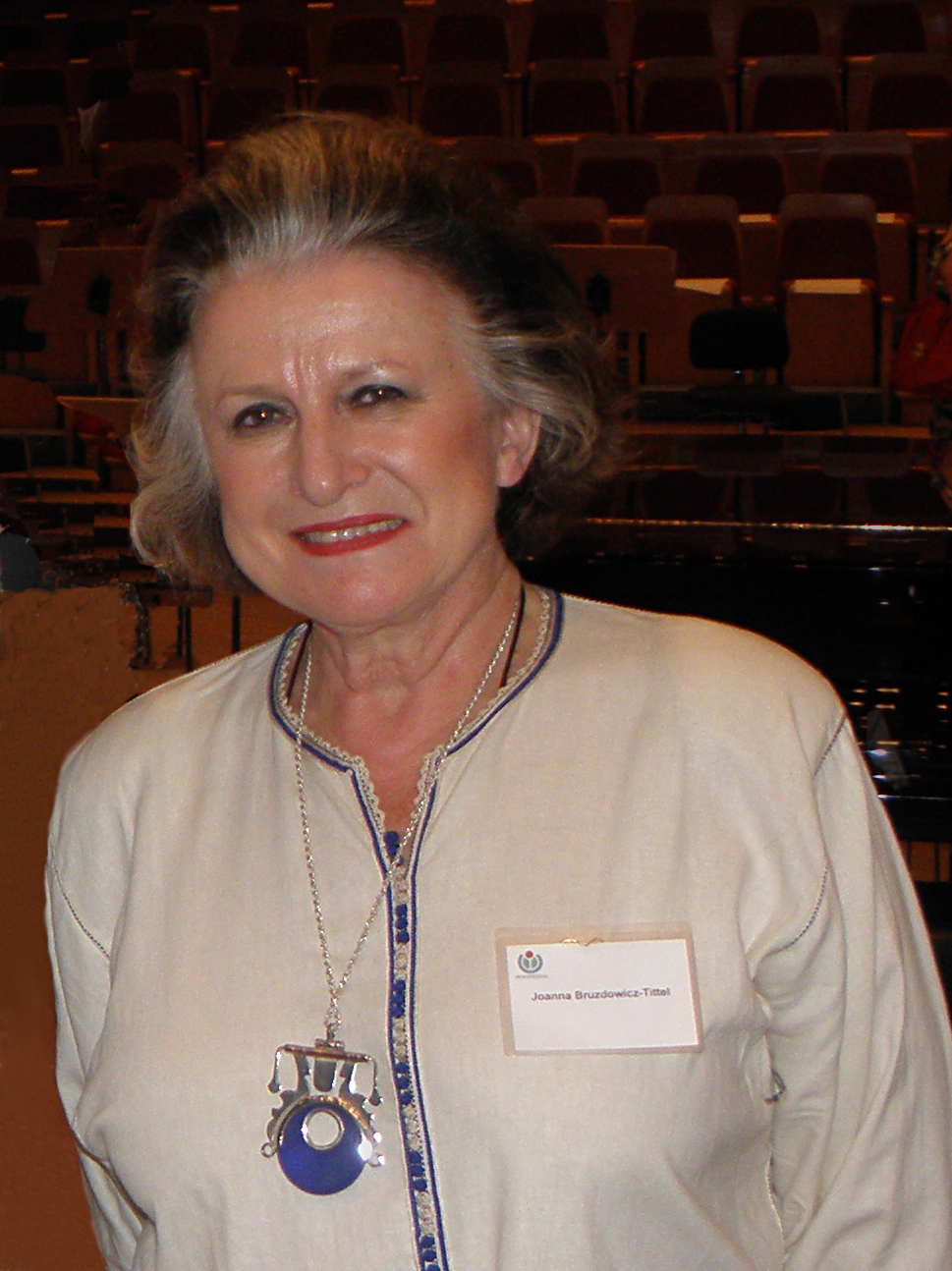
Joanna Bruzdowicz (2010)

Joanna Bruzdowicz (* 17. Mai 1943 in Warschau; † 3. November 2021 in Taillet, Frankreich) war eine polnische Komponistin und Musikkritikerin.

## Leben
Bruzdowicz studierte bis 1966 an der Warschauer Musikhochschule Komposition bei Kazimierz Sikorski und Klavier bei Irena Protasewicz und Wanda Łosakiewicz. Mit einem Stipendium der französischen Regierung setzte sie ihre Ausbildung 1968–70 in Paris bei Nadia Boulanger, Olivier Messiaen und Pierre Schaeffer fort. Sie war aktiv in der Groupe de recherches musicales und verfasste an der Sorbonne die Dissertation Mathematik und Logik in der zeitgenössischen Musik. Danach ließ sie sich als Komponistin in Belgien nieder.
Sie war Gründerin und Präsidentin der Chopin-Szymanowski-Gesellschaft in Belgien und Mitbegründerin der polnischen Sektion der Jeunesses Musicales. Neben Opern, sinfonischen Werken und Kammermusik komponierte Bruzdowicz auch zahlreiche Film- und Fernsehfilmmusiken. 2001 wurde sie mit dem Orden Polonia Restituta ausgezeichnet.
2018 wurde sie in die Academy of Motion Picture Arts and Sciences berufen, die jährlich die Oscars vergibt.

## Werke
- Concertino für zwei Klaviere, 1957–59
- Mały Apollo für Sopran und Klavier, 1961
- Wariacje für Klavier, 1962
- Listy, Klavierminiaturen, 1962
- Wariacje für Streichquartett, 1963
- Miniatury für Klarinette und Klavier, 1963
- Koncert na wibrafon i fortepian, 1963
- Epigramy für Violine solo, 1964
- Niobe für Sopran, Sprecher und Instrumentalensemble nach Konstanty Ildefons Gałczyński, 1964
- Sept miniatures für Flöte solo, 1964
- Wizyta für Bariton und Klavier nach Konstantegy Ildefons Galczynski, 1965
- Wierszyk o wronach, für Bariton und Klavier nach Konstantegy Ildefons Galczynski, 1965
- Wczoraj, für Sopran und Klavier nach Konstantegy Ildefons Galczynski, 1965
- Śpij w spokoju, für Sopran und Klavier nach Konstantegy Ildefons Galczynski, 1965
- Oto widzisz znowu idzie jesień, für Sopran und Klavier nach Konstantegy Ildefons Galczynski, 1965
- Prośba o wyspy szczęśliwe für Sopran und Klavier nach Konstantegy Ildefons Galczynski, 1965
- Już kocham cie tyle lat, für Bass und Klavier nach Konstantegy Ildefons Galczynski, 1965
- Etiudy przestrzenne, drei Lieder für Chor a cappella, 1965
- Czystość für Sopran und Klavier, 1965
- Erotyki für Klavier, 1965
- Per Due für Violine und Klavier, 1966
- Kwintet na instrumenty dęte (Bläserquintett), 1966
- Rysunki z przystani, sieben Miniaturen für Mezzosopran, Flöte, Klavier und Perkussion, 1967
- Suite in memoriam Sergiej Prokofieff für Orchester, 1967
- Kolonia karna (Die Strafkolonie), musikalisches Drama nach Franz Kafka, 1968
- Pieśni do poematów Konstantego Ildefonsa Gałczyńskiego für Vokal-Instrumentalensemble, 1968
- Impressions für zwei Klaviere und Sinfonieorchester, 1968
- Ek-Stasis, elektroakustische Musik, 1969
- Éclairs für Orchester, 1969
- Phobos für Tonband, 1969
- Esquisses für Flöte, Viola, Cello und Klavier, 1969
- Filmmusik zu Objets a Réflexion von Berndt Nuberg, 1969
- Salto für Perkussion und Tonband, 1970
- Fas et nefas für Tonband und präparierte Gitarre, 1970
- Stigma für Cello solo, 1970
- Pehnidi für Cembalo, 1970
- Jour d’ici et d’ailleurs für Chor, Vokalquartett, Erzähler und Kammerensemble nach Pauline Miguel, 1971
- Homo Faber, Trilogie für Tonband, 1971–75
- Les Troyennes, musikalische Tragödie nach Euripides, 1972
- Filmmusik zu La Mort de Lord Chatterley von Gilles Katz, 1972
- Épitaphe (en mémoire de mon Père) für Cembalo und Tonband, 1973
- A claire voix für gemischten Chor, drei Bläser, Klavier und Tonband, 1973
- Episode für Klavier und dreizehn Streicher, 1973
- Esitanza für zwei Klaviere oder Klavier zu vier Händen, 1973
- Mater Polonica, Fantasie nach den Thema Bogurodzicy für Orgel, 1973
- Filmmusik zu Chita je t’aime von Gilles Katz, 1973
- Le Beau Danube Bleu für zwei Klaviere und Tonband, 1973–74
- Koncert fortepianowy nr 1, 1974
- Etté für Klarinette solo, 1974
- Trio für Mezzosopran oder Bariton, Cello und Klavier, 1975
- Einklang für Cembalo und Orgel, 1975
- Symfonia 1975
- Koncert skrzypcowy nr 1 (Violinkonzert), 1975–76
- Die Geschichte eines neugierigen Vogels, Musiktheater für Kinder, 1976
- Le Petit Prince, Ballett nach Antoine de Saint-Exupéry, 1976
- Filmmusik zu La Foret d’Orleans von Gilles Katz, 1976
- Inner Space – Outer Space für Tonband, 1978
- Equivocita für Klavicord, 1978
- Von Liebe und Tod für männliche oder weibliche Stimme und Tonband nach Lou Bruder, 1978
- Aquae Sextiae für Bläserquintett und Blasorchester, 1978
- October Sonata für Klavier, 1978
- Filmmusik zu Aussagen nach einer Verhaftung von George Moorse, 1978
- Bartokalia for Béla Bartók für Tonband, 1979
- Fantasia Hermantica na temat S-A-B-B-E für Viola und Klavier, 1979
- Tre contra tre für Flöte, Oboe, Viola und drei Perkussionisten, 1979
- Filmmusik zu A propos de la neige fondue nach Gilles Katz, 1979
- Neue Kinderszenen, elektronische Suite für Kinder, 1980
- Marlos Grosso Brasileiras „Chant d’amitié“ für Flöte, Violine, Cembalo und Tonband, 1980
- Trio dei Due Mondi für Violine, Cello und Klavier, 1980
- Prelude and Fugue für Cembalo, 1980
- Bramy Raju, Musikdrama nach Jerzy Andrzejewski, 1980–81
- Trio per Trio, Tanzsuite für Flöte, Violine und Cembalo, 1981
- Dum spiro spero, szenische Musik für Flöte und Tonband, 1981
- Concerto for Double-Bass and Orchestra, 1982
- Para y contra für Kontrabass und Tonband, 1982
- Oracle für Fagott oder Fagott und Tonband, 1982
- Dreams and Drums für Perkussion, 1982
- Filmmusik zu Tante Blandine von Guy Jorré, 1982
- Filmmusik zu Islande von Philippe Morse, 1982
- Kwartet smyczkowy nr 1 „La Vita“ (Streichquartett), 1983
- Urbi et Orbi, Kantate für Tenor, Kinderchor, zwei Trompeten, zwei Posaunen und Orgel, 1985
- Filmmusik zu Un échec de Maigret von Gilles Katz, 1985
- Filmmusik zu Sans toit ni loi von Agnès Varda, 1985
- Musik zur Fernsehserie Stahlkammer Zürich von Celino Bleiweiss, Dieter Gackstetter und Kai von Kotze, 1985–89
- En attendant Anaïs, Musik für Kinder, 1987
- Filmmusik zu Le Jupon rouge von Genevieve Lefevbre, 1987
- Filmmusik zu Le dernier prix (Seria 5 dernières minutes) von Gilles Katz, 1987
- Aurora Borealis für Harfe und Orgel, 1988
- Kwartet smyczkowy nr 2 „Cantus Aeternus“ (Streichquartett mit Sprecher), 1988
- Filmmusik zu Die Zeit mit Julien (Kung-fu master!) von Agnès Varda, 1988
- Filmmusik zu Jane B. par Agnès V. von Agnès Varda, 1988
- Four Seasons Greetings für Kammerstreichorchester und Solisten, 1988–78
- Filmmusik zu Jeumont, 51 minutes d’arrêt von Gilles Katz, 1989
- La Espero, Kantate für Sopran, Bariton, Cembalo und Streicher, 1990
- Je me souviens für Marimba, 1990
- Violin Sonata No. 1 „Il Ritorno“, 1990
- On Prayer für Sopran und Klavier, 1990
- Filmmusik zu Jacquot de Nantes von Agnès Varda, 1991
- Tides and Waves, Opern-Musical, Libretto von Jurgen Tillel und Joanna Bruzdowicz, 1991–92
- Stabat Mater für Chor a cappella, 1993
- Spring in America, Sonate für Violine und Klavier, 1994
- The Cry of the Phoenix, Konzert für Cello und Sinfonieorchester, 1994
- Filmmusik zu L’homme que j’ai tué von Giorgio Ferrara, 1994
- Filmmusik zu Les grandes dames du strip-tease von Françoise Levie, 1994
- World, fünf Stücke für Sopran und Klavier nach Czesław Miłosz, 1995–96
- Song of Hope and Love für Cello und Klavier, 1997
- Symfonia für zwei Gitarren, Perkussion, Streichquintett oder Kammerorchester, 1997
- Filmmusik zu Un Air si pur von Yves Angelo, 1997
- Filmmusik zu Les glaneurs et la glaneuse von Agnès Varda, 2000
- Filmmusik zu Deux ans plus tard von Agnès Varda, 2002
- Salvador Dali, Poem für Bariton und Klavier nach Paul Éluard, 2004
- Szesnaście obrazków z wystawy Salvadora Dali für Klavier, 2004
- Fanfare for Celebration of Women in Music für Instrumentalensemble und Bläser, 2005
- Filmmusik zu Les Ames grises von Yves Angelo, 2005
- Kwintet „Tramuntana“ für Saxophon und Streichquartett, 2006